# Бава (лунный кратер)
Кратер Бава (лат. Bawa), не путать с кратером Баба (лат. Bhabha), — маленький кратер, расположенный в области северо-западного побережья Озера Одиночества на обратной стороне Луны. Название дано по африканскому мужскому имени и утверждено Международным астрономическим союзом в 1976 г.

## Описание кратера
Кратер примыкает к западной части вала кратера Боудич. На юге-юго-западе от кратера расположен кратер Эдит, на юге-юго-востоке — кратеры Карима и Фейруз, на юго-востоке — борозда Зигфрида. Селенографические координаты центра кратера — 25°17′ ю. ш. 102°34′ в. д. / 25,28° ю. ш. 102,56° в. д., диаметр 1,6 км, глубина — 0,1 км.
Высота вала кратера над окружающей местностью составляет 40 м, объем кратера приблизительно 0,04 км3.

## Сателлитные кратеры
Отсутствуют.